# دوگانی (مهندسی برق)
در مهندسی برق مجموعه زیادی از مفاهیم یافت می‌شود که با زوجیت (Duality) به هم مرتبط‌اند.
لیست زیر بخشی از مفاهیم مربوط به مهندسی برق است که در رابطه زوجیت با یکدیگر هستند:
ولتاژ — جریان
موازی — سری
مقاومت — هدایت
مقاومت ظاهری — هدایت ظاهری

## مثال‌ها
- مقاومت و هدایت (قانون اهم)

{\displaystyle v=iR\iff i=vG\,}
- خازن و القاءکننده – فرم دیفرانسیلی

{\displaystyle i_{C}=C{\frac {d}{dt}}v_{C}\iff v_{L}=L{\frac {d}{dt}}i_{L}}
- خازن و القاءکننده – فرم انتگرالی

{\displaystyle v_{C}(t)=V_{0}+{1 \over C}\int _{0}^{t}i_{C}(\tau )\,d\tau \iff i_{L}(t)=I_{0}+{1 \over L}\int _{0}^{t}v_{L}(\tau )\,d\tau }